# The Light at the Edge of the World
The Light at the Edge of the World is een Amerikaanse piratenfilm uit 1971 van Kevin Billington. De film is gebaseerd op het boek van Jules Verne Le phare du bout du monde uit 1901 (De piraten van het vuurtoreneiland) en tot script verwerkt door Tom Rowe. De film, met in de hoofdrollen Kirk Douglas, Yul Brynner en Samantha Eggar, beleefde zijn première op 16 juli 1971 in New York.
Een groep piraten onder leiding van Kongre verovert een eiland met een vuurtoren. Ze willen de vuurtoren zo misbruiken om naderende schepen te laten vastlopen, waarna ze de schepen kunnen ontdoen van hun lading. Er is echter nog de (ondergedoken) vuurtorenwachter Denton, die de plannen van de piraten wil verijdelen.

## Rolverdeling
| Acteur             | Personage       |
| ------------------ | --------------- |
| Kirk Douglas       | Will Denton     |
| Yul Brynner        | Jonathan Kongre |
| Samantha Eggar     | Arabella        |
| Jean-Claude Drouot | Virgilio        |
| Fernando Rey       | Captain Moriz   |
| Renato Salvatori   | Montefiore      |
| Massimo Ranieri    | Felipe          |
| Aldo Sambrell      | Tarcante        |
| Tito García        | Emilio          |
| Víctor Israel      | Das Mortes      |